# Leichhardteus
Genre
Leichhardteus est un genre d'araignées aranéomorphes de la famille des Corinnidae.

## Distribution
Les espèces de ce genre sont endémiques d'Australie.

## Liste des espèces
Selon World Spider Catalog (version 17.5, 10/10/2016) :
- Leichhardteus albofasciatus Baehr & Raven, 2013
- Leichhardteus badius Baehr & Raven, 2013
- Leichhardteus bimaculatus Baehr & Raven, 2013
- Leichhardteus conopalpis Baehr & Raven, 2013
- Leichhardteus evschlingeri Raven, 2015
- Leichhardteus garretti Baehr & Raven, 2013
- Leichhardteus kroombit Baehr & Raven, 2013
- Leichhardteus reinhardi Baehr & Raven, 2013
- Leichhardteus strzelecki Raven, 2015
- Leichhardteus terriiewinae Baehr & Raven, 2013
- Leichhardteus yagan Raven, 2015

## Étymologie
Ce genre est nommé en l'honneur de Ludwig Leichhardt.

## Publication originale
- Baehr & Raven, 2013 : The new Australian ground-hunting spider genus Leichardteus (Araneae: Corinnidae). Memoirs of the Queensland Museum - Nature, vol. 58, p. 339-358 (texte intégral).